# Linia 4 metra w Nowym Jorku

Mapa linii

Linia 4 – linia metra nowojorskiego. Jest oznaczona kolorem zielonym na znakach stacji, znakach trasy oraz na oficjalnych mapach metra. Na terenie Manhattanu nosi nazwę IRT Lexington Avenue Line.
Pociągi linii 4 kursują przez Jerome Avenue w dzielnicy Bronx i IRT Eastern Parkway Line na Brooklynie. Przez cały czas z wyjątkiem później nocy kursuje między Woodlawn w Bronksie i Utica Avenue w Crown Heights na Brooklynie, dzięki czemu obsługuje wszystkie przystanki w Bronksie i zatrzymuje się na niektórych przystankach w Manhattanie i Brooklynie. Podczas późnych godzin nocnych pociągi linii 4 zatrzymują się na wszystkich przystankach w dzielnicy Bronx, Manhattan i Brooklyn. Kursy przedłużone do New Lots Avenue w New Lots na Brooklynie zastępują kursowanie linii 3 poprzez Livonia Avenue.